# Vartan Malakian
Vartan Malakian, född 14 februari 1947 i Mosul, Irak, är en armenisk-amerikansk konstnär som är far till gitarristen Daron Malakian i bandet System of a Down och Daron Malakian and Scars on Broadway. Malakian har designat flera av sin sons gitarrer. Han har även gjort de flesta av System of a Downs artwork, till exempel framsidorna till albumen Mezmerize och Hypnotize (som i originalstorlek är 121 cm x 91 cm x 152 cm) samt bilderna på System of a Downs hemsida, men han har även gjort framsidan till Scars on Broadway-singeln "Fucking".